# Borbotana longidens
Borbotana longidens är en fjärilsart som beskrevs av Louis Beethoven Prout 1926. Borbotana longidens ingår i släktet Borbotana och familjen nattflyn. Inga underarter finns listade i Catalogue of Life.